# Andrés Espinosa (atleta)
Andrés Espinosa (Monclova, 4 febbraio 1963) è un ex maratoneta messicano, detentore di vari primati nazionali in diverse discipline di corsa. Tra questi, quello per la maratona, stabilito in 2h07'19" il 18 aprile 1994 a Boston.

## Altre competizioni internazionali
1988
- Oro alla Maratona di Dallas - 2h16'13"

1989
- Oro alla Maratona di Dallas - 2h16'19"

1991
- Argento alla Maratona di New York - 2h10'00"

1992
- Argento alla Maratona di New York - 2h10'44"

1993
- Oro alla Maratona di New York - 2h10'04"

1994
- Oro alla Mezza maratona di Lisbona - 1h01'04"
- Argento alla Maratona di Boston - 2h07'19"

1997
- Bronzo alla Maratona di Amsterdam - 2h10'22"

2001
- Oro alla Maratona di Torreon - 2h10'57"

2003
- 4º alla Maratona di Berlino - 2h08'46"